# هاريش باتل
هاريش باتل هو ممثل هندي، ولد في 1950 ببلفاست في المملكة المتحدة.

## وصلات خارجية
- هاريش باتل على موقع IMDb (الإنجليزية)
- هاريش باتل على موقع ألو سيني (الفرنسية)
- هاريش باتل على موقع أول موفي (الإنجليزية)
- هاريش باتل على موقع قاعدة بيانات الفيلم (الإنجليزية)
- هاريش باتل على موقع كينوبويسك (الروسية)